# Спомен обележје палим борцима и жртвама фашистичког терора
Спомен обележје палим борцима и жртвама фашистичког терора се налази у Инђији и под заштитом је Завода за заштиту споменика културе Сремска Митровица. С обзиром да представља значајну историјску грађевину, проглашен је непокретним културним добром Републике Србије.

## Историја
Спомен обележје палим борцима и жртвама фашистичког терора града Инђије 1941—1945. године, које је првобитно било постављено 22. октобра 1984. у холу библиотеке „Ђорђе Натошевић”, сада се налази на Српском православном гробљу у Инђији. Идејни пројекат спомен обележја је дао академски сликар-графичар из Инђије и просветни радник у основној школи „Петар Кочић” Милош Војиновић. Израђен је од белог мермера и састоји се од постоља и спомен обележја са именима палих бораца и жртава фашистичког терора. Спомен обележје се састоји од седам стубова од којих је сваки од њих састављен од два дела тако да се ових седам стубова састоје од четрнаест делова различитих димензија. На првом, другом, четвртом, петом, шестом и седмом делу се на врху налазе украси у облику листа. На трећем делу, на врху, се налази круг у облику детелине од четири листа на ком је уклесана петокрака звезда. Сви ови делови су приљубљени један уз други тако да чине једну целину од седам стубова на којима су уклесана имена палих бораца и жртава фашистичког терора. У централни регистар је уписан 27. децембра 1999. под бројем ЗМ 58, а у регистар Завода за заштиту споменика културе Сремска Митровица 8. децембра 1999. под бројем 17.